# La llamada de Cthulhu (película)
La llamada de Cthulhu es una película muda de 2005 que adapta el famoso relato homónimo de Lovecraft, escrito en 1926. Su rodaje fue impulsado y producido desde la Sociedad Histórica H.P. Lovecraft de Estados Unidos. El rodaje usó modernas técnicas de grabación y elementos vintage para reproducir la estética de los filmes de la década de 1920. Debido a que el film quería aparentar haber sido rodado realmente en esa época, se optó porque la película fuese muda. La música que acompaña las imágenes también está inspirada en los sonidos clásicos que ambientaban estas producciones.

## Aspectos de la Producción
La decisión de rodar la película en blanco y negro y sin sonido vino motivada en principio porque se quería mostrar cómo hubiera sido la película si se hubiese rodado en 1926, aunque también influyó el ahorro de materiales y otros aspectos técnicos que supone rodar sin color ni sonido. Además, el estilo visual corresponde claramente al expresionismo alemán, al más puro estilo de El gabinete del doctor Caligari. Aunque siempre se ha considerado que este relato de Lovecraft en particular resultaba inadecuado para llevarlo a la pantalla, tuvo cierta buena acogida entre los críticos, hasta el punto de considerarla la mejor adaptación cinematográfica de los Mitos de Cthulhu hasta la fecha (apunte realizado por Paul Di Filippo en la Science Fiction Weekly). Esto se debe a su gran fidelidad y logrado ritmo narrativo, algo particularmente difícil de conseguir ya que el relato original se estructura mediante cartas, documentos y diarios. Muchos coinciden en que la decisión de rodar sin sonido y en blanco y negro ha ayudado a obtener el respaldo de los críticos.